# Ett enkelt svar
Ett enkelt svar är ett album av bandet Doktor Kosmos, som släpptes den 18 maj 2005 av skivbolaget NONS (North of no South Records).

## Beskrivning
Många anser att detta albumet är mer punk och mer rock, mindre synt än de tidigare albumen. Med detta albumet försöker Doktor Kosmos nå ut till en bredare publik, i och med ändringen av musikstil, detta dock utan att ändra på de radikala texterna av Uje Brandelius och den karakteristiska sångrösten, även denna av Uje Brandelius. På Ett enkelt svar har Doktor Kosmos tagit in fler musiker, till exempel ett antal blåsmusiker, som spelar saxofon, trombon, trumpet och valthorn. Även en extra gitarrist har rekryterats till två spår.
Skivan är Doktor Kosmos första dubbelalbum. Första skivan är den vita skivan, och den andra den svarta skivan.

## Låtlista

### Vita skivan
1. ”Min enda religion”
2. ”En pappa”
3. ”Arbetslös i Borås”
4. ”Ett enkelt svar”
5. ”Känsloklubben”
6. ”Dom ljuger!”
7. ”Jan Myrdals syn på döden”
8. ”Hjärndöd”
9. ”Haschtomte”
10. ”Jag älskar dej”

### Svarta skivan
1. ”Å vem fan e du?”
2. ”Imorron”
3. ”Lesbian wannabe”
4. ”Katinka Taikon”
5. ”Dum i huvet”
6. ”Varför är bussar så långa?”
7. ”Kontaktannons”
8. ”En kärlekshistoria”
9. ”Krig är mord”
10. ”När min pojke går på stan”

Extraspår:
- ”Vill ni ha det som i Sovjet eller vaddå?”

## Listplaceringar
| Lista (2005) | Topplacering |
| ------------ | ------------ |
| Sverige      | 13           |

### Fotnoter
1. ↑  Placeringar på den svenska albumlistan